# Elezioni generali in Bosnia ed Erzegovina del 1996
Le elezioni generali in Bosnia ed Erzegovina del 1996 si tennero il 14 settembre per l'elezione della Presidenza, nonché per il rinnovo della Camera dei rappresentanti e delle assemblee delle due entità federali, la Federazione di Bosnia ed Erzegovina e la Repubblica Serba.
Furono le prime elezioni dopo la fine della guerra civile nel paese e gli accordi di Dayton.

## Risultati nazionali

### Elezioni della presidenza

#### Comunità bosgnacca
| Candidati         | Partiti                                                                  | Voti    | %     |
| ----------------- | ------------------------------------------------------------------------ | ------- | ----- |
| Alija Izetbegović | Partito d'Azione Democratica                                             | 730 592 | 80,00 |
| Haris Silajdžić   | Partito per la Bosnia ed Erzegovina                                      | 124 396 | 13,62 |
| Fikret Abdić      | Comunità Popolare Democratica                                            | 25 584  | 2,80  |
| Sead Avdić        | Lista Unitaria per la Bosnia ed Erzegovina (SDP - UBSD - HSS - MBO - RS) | 21 254  | 2,33  |
| Ibrahim Spahić    | Partito Democratico Civico                                               | 4 127   | 0,45  |
| Hasib Salkić      | Partito Liberale                                                         | 3 427   | 0,38  |
| Mirnes Ajanović   | Partito Bosniaco                                                         | 2 424   | 0,27  |
| Safet Redžepagić  | Partito della Prosperità Economica                                       | 1 473   | 0,16  |
| Totale            | Totale                                                                   | 913 277 | 100   |

#### Comunità serba
| Candidati         | Partiti                        | Voti      | %     |
| ----------------- | ------------------------------ | --------- | ----- |
| Momčilo Krajišnik | Partito Democratico Serbo      | 690 646   | 67,30 |
| Mladen Ivanić     | Blocco Democratico Patriottico | 307 461   | 29,96 |
| Milivoje Zarić    | Partito Patriottico Serbo      | 15 407    | 1,50  |
| Branko Latinović  | Partito Serbo della Krajina    | 12 643    | 1,23  |
| Totale            | Totale                         | 1 026 157 | 100   |

#### Comunità croata
| Candidati      | Partiti                                                                  | Voti    | %     |
| -------------- | ------------------------------------------------------------------------ | ------- | ----- |
| Krešimir Zubak | Unione Democratica Croata di Bosnia ed Erzegovina                        | 330 447 | 88,69 |
| Ivo Komšić     | Lista Unitaria per la Bosnia ed Erzegovina (SDP - UBSD - HSS - MBO - RS) | 37 684  | 10,11 |
| Anton Štitić   | Partito Democratico Civico                                               | 2 208   | 0,59  |
| Vinko Ćuro     | Partito Liberale                                                         | 2 197   | 0,59  |
| Totale         | Totale                                                                   | 372 566 | 100   |

### Elezioni parlamentari

#### Camera dei rappresentanti
| Liste                                                                    | F. BiH    | F. BiH | F. BiH | R. Srpske | R. Srpske | R. Srpske | Totale    | Totale | Totale |
| Liste                                                                    | Voti      | %      | Seggi  | Voti      | %         | Seggi     | Voti      | %      | Seggi  |
| ------------------------------------------------------------------------ | --------- | ------ | ------ | --------- | --------- | --------- | --------- | ------ | ------ |
| Partito d'Azione Democratica                                             | 725.417   | 54,22  | 16     | 184.553   | 17,38     | 3         | 909.970   | 37,92  | 19     |
| Partito Democratico Serbo                                                | N.D.      | N.D.   | N.D.   | 578.723   | 54,49     | 9         | 578.723   | 24,11  | 9      |
| Unione Democratica Croata di Bosnia ed Erzegovina                        | 338.440   | 25,30  | 8      | N.D.      | N.D.      | N.D.      | 338.440   | 14,10  | 8      |
| Lista Unitaria per la Bosnia ed Erzegovina (SDP - UBSD - HSS - MBO - RS) | 105.918   | 7,92   | 2      | 30.285    | 2,85      | -         | 136.203   | 5,68   | 2      |
| Alleanza Popolare per la Pace Libera (SP - SNSD)                         | N.D.      | N.D.   | N.D.   | 136.077   | 12,81     | 2         | 136.077   | 5,67   | 2      |
| Partito per la Bosnia ed Erzegovina                                      | 93.816    | 7,01   | 2      | N.D.      | N.D.      | N.D.      | 93.816    | 3,91   | 2      |
| Partito Radicale Serbo della Republika Srpska                            | N.D.      | N.D.   | N.D.   | 62.409    | 5,88      | -         | 62.409    | 2,60   | -      |
| Blocco Patriottico Democratico                                           | N.D.      | N.D.   | N.D.   | 29.494    | 2,78      | -         | 29.494    | 1,23   | -      |
| Comunità Popolare Democratica                                            | 25.562    | 1,91   | -      | N.D.      | N.D.      | N.D.      | 25.562    | 1,07   | -      |
| Partito Croato dei Diritti di Bosnia ed Erzegovina                       | 14.879    | 1,11   | -      | N.D.      | N.D.      | N.D.      | 14.879    | 0,62   | -      |
| Partito Patriottico Serbo                                                | N.D.      | N.D.   | N.D.   | 14.146    | 1,33      | -         | 14.146    | 0,59   | -      |
| Partito Popolare                                                         | N.D.      | N.D.   | N.D.   | 13.680    | 1,29      | -         | 13.680    | 0,57   | -      |
| Altri <0,50% nazionale                                                   | 33.863    | 2,53   | -      | 12.612    | 1,19      | -         | 46.475    | 1,94   | -      |
| Totale                                                                   | 1.337.895 |        | 28     | 1.061.979 |           | 14        | 2.399.874 |        | 42     |

#### Camera dei popoli
È prevista un'elezione a doppio grado: i membri sono eletti dalle assemblee legislative della Federazione di Bosnia ed Erzegovina e della Repubblica Serba.

## Risultati nella Federazione di Bosnia ed Erzegovina

### Elezioni parlamentari

#### Camera dei rappresentanti
| Liste                                                                    | Voti      | %     | Seggi |
| ------------------------------------------------------------------------ | --------- | ----- | ----- |
| Partito d'Azione Democratica                                             | 725 810   | 54,34 | 78    |
| Unione Democratica Croata di Bosnia ed Erzegovina                        | 337 794   | 25,29 | 36    |
| Lista Unitaria per la Bosnia ed Erzegovina (SDP - UBSD - HSS - MBO - RS) | 105 897   | 7,93  | 11    |
| Partito per la Bosnia ed Erzegovina                                      | 98 207    | 7,35  | 10    |
| Comunità Popolare Democratica                                            | 23 660    | 1,77  | 3     |
| Partito Croato dei Diritti di Bosnia ed Erzegovina                       | 16 344    | 1,22  | 2     |
| Partito Bosniaco                                                         | 6 335     | 0,47  | –     |
| Partito Liberale                                                         | 4 582     | 0,34  | –     |
| Partito Democratico Civico                                               | 4 239     | 0,32  | –     |
| Partito delle Donne                                                      | 4 049     | 0,30  | –     |
| Partito Patriottico                                                      | 3 526     | 0,26  | –     |
| Partito della Prosperità Economica                                       | 2 708     | 0,20  | –     |
| Organizzazione Bosniaca Liberale                                         | 2 556     | 0,19  | –     |
| Totale                                                                   | 1 335 707 | 100   | 140   |

#### Camera dei popoli
È prevista un'elezione a doppio grado: i membri sono eletti dalle assemblee legislative cantonali.

### Elezioni cantonali
| Liste                                                                    | USK | ŽP | TK | ZDK | BPS | SBK ŽSB | HNK ŽHN | ZHŽ | KS | K10 | Totale |
| ------------------------------------------------------------------------ | --- | -- | -- | --- | --- | ------- | ------- | --- | -- | --- | ------ |
| Partito d'Azione Democratica                                             | 39  | 3  | 33 | 40  | 26  | 29      | 19      | -   | 28 |     | 217    |
| Partito per la Bosnia ed Erzegovina                                      | 3   | -  | 5  | 6   | 4   | 1       | 2       | -   |    |     | 21     |
| Lista Unitaria per la Bosnia ed Erzegovina (SDP - UBSD - HSS - MBO - RS) | 1   | -  | 9  | 4   | 1   | 2       | 1       | -   |    |     | 18     |
| Unione Democratica Croata di Bosnia ed Erzegovina                        | 1   | 17 | 3  | 6   | -   | 23      | 28      | 29  |    | 13  | 120    |
| Partito Croato dei Diritti di Bosnia ed Erzegovina                       | -   | -  | -  | -   | -   | -       | -       | 2   | -  |     | 2      |
| Comunità Popolare Democratica                                            | 6   | -  | -  | -   | -   | -       | -       | -   | -  | -   | 6      |

## Risultati nella Repubblica Serba

### Elezioni presidenziali
| Candidati        | Partiti                                          | Voti      | %     |
| ---------------- | ------------------------------------------------ | --------- | ----- |
| Biljana Plavšić  | Partito Democratico Serbo                        | 636 654   | 59,19 |
| Adib Đozić       | Partito d'Azione Democratica                     | 197 389   | 18,35 |
| Živko Radišić    | Alleanza Popolare per la Pace Libera (SP - SNSD) | 168 024   | 15,62 |
| Predrag Radić    | Blocco Democratico Patriottico                   | 44 755    | 4,16  |
| Slavko Lisica    | Partito Patriottico Serbo                        | 20 050    | 1,86  |
| Ljiljana Perić   | Partito dell'Unità Serba                         | 5 642     | 0,52  |
| Dragan Ðokanović | Partito Democratico dei Federalisti              | 3 067     | 0,29  |
| Totale           | Totale                                           | 1 075 581 | 100   |

### Elezioni parlamentari
| Liste                                                                    | Voti      | %     | Seggi |
| ------------------------------------------------------------------------ | --------- | ----- | ----- |
| Partito Democratico Serbo                                                | 568 980   | 52,31 | 45    |
| Partito d'Azione Democratica                                             | 177 388   | 16,31 | 14    |
| Alleanza Popolare per la Pace Libera (SP - SNSD)                         | 125 372   | 11,53 | 10    |
| Partito Radicale Serbo della Repubblica Serba                            | 72 517    | 6,67  | 6     |
| Blocco Democratico Patriottico                                           | 32 895    | 3,02  | 2     |
| Partito per la Bosnia ed Erzegovina                                      | 25 593    | 2,35  | 2     |
| Lista Unitaria per la Bosnia ed Erzegovina (SDP - UBSD - HSS - MBO - RS) | 22 329    | 2,05  | 2     |
| Partito Serbo della Krajina                                              | 17 381    | 1,60  | 1     |
| Partito Patriottico Serbo                                                | 14 508    | 1,33  | 1     |
| Altre liste senza seggi                                                  | 30 800    | 2,83  | –     |
| Totale                                                                   | 1 087 763 | 100   | 83    |